# Verzorgingsplaats Oeverwal
Verzorgingsplaats Oeverwal is een Nederlandse verzorgingsplaats langs de A6 Muiderberg-Joure tussen afritten 11 en 12 aan het IJsselmeer, in het noorden van de gemeente Lelystad.
De verzorgingsplaats is vernoemd naar de gelijknamige natuurlijke landschapsvorm oeverwal die ontstaat langs meanderende rivieren.
Bij de verzorgingsplaats zijn geen voorzieningen aanwezig.
Aan de andere kant van de snelweg ligt verzorgingsplaats Rivierduin.
Richting Joure:
Lepelaar · 
Oeverwal · 
De Abt · 
Wellerzand · 
De Lanen
Richting Muiderberg:
De Wiel · 
Lemsterhop · 
Han Stijkel · 
Rivierduin · 
Aalscholver